# ドナルド・サンフォード
ドナルド・ブレア＝サンフォード（Donald Blair-Sanford、1987年2月5日 ‐ ）は、イスラエル代表として競技するアメリカ合衆国出身の陸上競技選手。専門は400mで、自己ベストは45秒04のイスラエル記録保持者。2014年チューリッヒヨーロッパ選手権男子400mの銅メダリストである。アメリカで生まれ育ったが、2008年にイスラエルの女性と結婚し、2011年にイスラエルへ移住。2012年からイスラエル代表として競技している。

## 経歴
2005年、陸上競技を始める。
2008年、セントラル・アリゾナ大学時代に出会ったイスラエルの女子バスケットボール選手、Danielle Dekelと結婚した。
2010年、6月の全米学生選手権に出場すると、男子400mはキラニ・ジェームス（45秒05）に次ぐ45秒21の2位、男子4×400mリレーはアリゾナ州立大学チームの3走を務めて3分05秒65の8位に入った。初出場となった全米選手権男子400mでは45秒99の7位に入った。
2011年、イスラエルへ移住。
2012年、3月13日にイスラエル代表として競技することが可能となった。6月のヘルシンキヨーロッパ選手権男子400mで主要国際大会デビューを果たすと、この種目では女子も含めてイスラエル勢初の出場となった予選を45秒90の組1着、準決勝を45秒77の組2着で突破。決勝では45秒91の4位に終わり、3位のYannick Fonsat（英語版）とは0秒09差でメダルを逃した。8月のオリンピック男子400mで世界大会デビューを果たすと、この種目では1984年ロサンゼルス大会のMark Handelsman（英語版）以来、イスラエル勢28年ぶりとなる出場を果たし、予選で45秒71のイスラエル記録をマークして組5着に入った。準決勝に進出することはできなかったが、1952年ヘルシンキ大会のArie Gill-Glickと並ぶイスラエル最高成績を記録した。

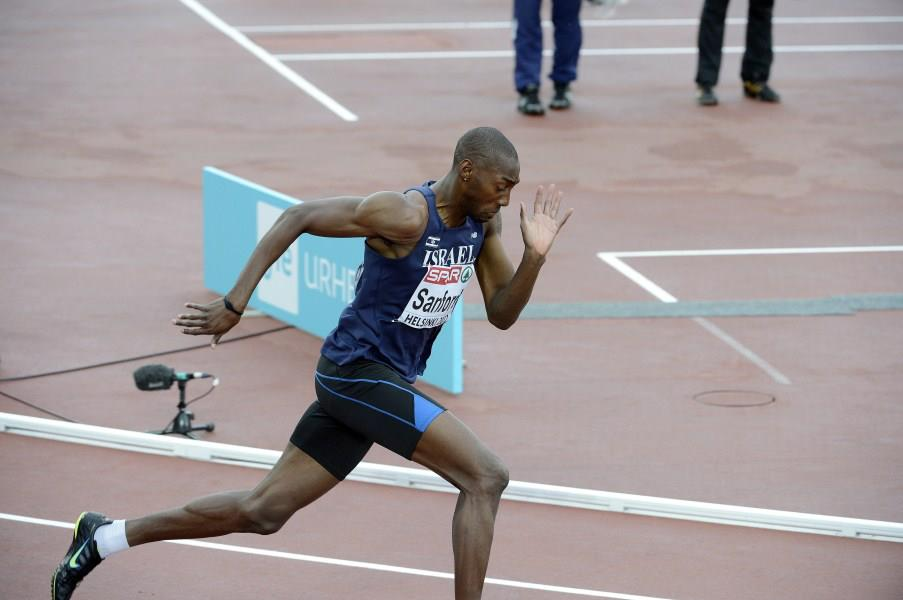
2012年ヘルシンキヨーロッパ選手権

2013年、3月のヨーテボリヨーロッパ室内選手権男子400mに出場し、この種目のイスラエル勢としては女子も含め、2005年マドリード大会のNaor Greene（男子）以来、8年ぶり史上2人目となる出場を果たすも、49秒11の組6着で予選敗退に終わった。
2014年、1月25日に室内500mで室内ヨーロッパ記録となる1分00秒86をマーク。この記録は翌月にパベル・マスラクによって塗り替えられた。3月の世界室内選手権男子400mでは、この種目では女子も含めてイスラエル勢初となる出場を果たすも、47秒90の組5着で予選敗退に終わった。8月のヨーロッパ選手権男子400mに出場すると、準決勝を45秒39のイスラエル記録で突破し、2大会連続の決勝に進出した。決勝でも45秒27のイスラエル記録をマークし、マーティン・ルーニー（44秒71）、マシュー・ハドソン＝スミス（44秒75）に次ぐ3位に入り銅メダルを獲得した。ヨーロッパ選手権におけるイスラエル勢のメダリストは、2002年ミュンヘン大会と2006年ヨーテボリ大会の男子棒高跳びで金メダルを獲得したアレックス・アベルブフしかおらず、サンフォードは史上2人目、トラック競技では史上初のメダリストとなった。
2015年、8月の世界選手権男子400mにイスラエル勢初となる出場がかかっていたが、怪我のために直前で欠場した。

## 人物・エピソード
趣味はバスケットボールとXbox。

## 自己ベスト
| 種目 | 記録      | 年月日        | 場所             | 備考                                    |
| 屋外 | 屋外      | 屋外          | 屋外             | 屋外                                    |
| ---- | --------- | ------------- | ---------------- | --------------------------------------- |
| 300m | 32秒94    | 2015年2月14日 | テルアビブ       | イスラエル記録                          |
| 400m | 45秒04    | 2015年7月19日 | ジュコーフスキー | イスラエル記録                          |
| 室内 |           |               |                  |                                         |
| 400m | 46秒46    | 2014年2月8日  | ボストン         | 室内イスラエル記録                      |
| 500m | 1分00秒86 | 2014年1月25日 | ボストン         | 元室内ヨーロッパ記録 室内イスラエル記録 |

## 主要大会成績
備考欄の記録は当時のもの
| 年   | 大会                                                     | 場所             | 種目    | 結果   | 記録             | 備考               |
| ---- | -------------------------------------------------------- | ---------------- | ------- | ------ | ---------------- | ------------------ |
| 2012 | ヨーロッパ選手権                                         | ヘルシンキ       | 400m    | 4位    | 45秒91           |                    |
| 2012 | オリンピック                                             | ロンドン         | 400m    | 予選   | 45秒71           | イスラエル記録     |
| 2013 | ヨーロッパ室内選手権 (en)                                | ヨーテボリ       | 400m    | 予選   | 49秒11           |                    |
| 2013 | マカビア競技大会 (en)                                    | エルサレム       | 400m    | 優勝   | 45秒65           |                    |
| 2014 | 世界室内選手権                                           | ソポト           | 400m    | 予選   | 47秒90           |                    |
| 2014 | ヨーロッパ選手権                                         | チューリッヒ     | 400m    | 3位    | 45秒27           | イスラエル記録     |
| 2014 | コンチネンタルカップ (en)                                | マラケシュ       | 400m    | 6位    | 45秒40           |                    |
| 2014 | コンチネンタルカップ (en)                                | マラケシュ       | 4x400mR | 2位    | 3分00秒10（3走） | ヨーロッパ大陸代表 |
| 2015 | ヨーロッパ室内選手権 (en)                                | プラハ           | 400m    | 準決勝 | DQ               |                    |
| 2015 | ヨーロッパ競技大会 (en) （ヨーロッパチーム選手権 Div.3） | バクー           | 400m    | 優勝   | 45秒75           | 大会記録           |
| 2015 | ヨーロッパ競技大会 (en) （ヨーロッパチーム選手権 Div.3） | バクー           | 4x400mR | 3位    | 3分11秒09（1走） |                    |
| 2015 | 世界選手権                                               | 北京             | 400m    | 予選   | DNS              |                    |
| 2016 | ヨーロッパ選手権                                         | アムステルダム   | 400m    | 準決勝 | 45秒90           |                    |
| 2016 | オリンピック                                             | リオデジャネイロ | 400m    | 予選   | 46秒06           |                    |